# Monument als Pagesos
El monument als Pagesos és un conjunt escultòric de bronze que es troba a la ciutat de Lleida, a la plaça del mateix nom del barri de La Mariola, a la cruïlla dels carrers Lluís Companys, Mariola i el Gran Passeig de Ronda. Els seus autors són dos artistes xilens, Alejandro Rubio Dalmati i Antonio Narvaiza Rubio, tiet i nebot respectivament. El primer d'ells havia estat condemnat a mort pel règim franquista en acabar la Guerra Civil tot i que finalment fou absolt després d'un temps d'exili. S'inspira en una obra de finals dels anys 60 de Dalmati, El Labrador, situada a Logronyo. L'escultor a qui originalment s'havia encarregat l'obra, però, era al creador local Leandre Cristòfol, l'estil del qual no acabava de correspondre's amb les línies ideològiques de l'encàrrec. Cristòfol, si més no, va dissenyar pel seu compte una obra titulada Crucificats, divergent al seu estil habitual.
Va ser inaugurat l'any 1973, envoltat d'un espai cercat amb murs dissenyat per l'arquitecte municipal Frederic Vilà. És protagonitzat per una parella de personatges de la pagesia antiga, home i dona, emprant-hi un estil realista, que simbolitzen el protagonisme secular d'aquest sector de la societat a les terres de Ponent. Les seves figures humanes medeixen 3 metres d'alçada, mentre que el monòlit que les acompanya arriba als 9,5 m. Aquesta obra va ser restaurada i remodelada l'any 2011 per tal d'adequar-la al renovat aspecte del seu emplaçament.